# (55637) 2002 UX25
(55637) 2002 UX25は、将来的に準惑星（冥王星型天体）に分類される可能性がある太陽系外縁天体の一つ。2002年10月30日にスペースウォッチによって発見された。

## 特徴
古典的カイパーベルト天体（キュビワノ族）に分類される。
明るさの変化から、自転周期は14.38ないし16.78時間と推定されている。

## 衛星
ハッブル宇宙望遠鏡で2005年8月26日に撮影された画像から、M. E. Brown と T.-A. Suer の分析により衛星が発見されたことが、2007年2月22日の国際天文学連合回報8812号で報告された。この衛星にはS/2005 (55637) 1という仮符号が付けられており、アルベドが主星と同じだと仮定すると、絶対等級の差は2.5±0.2等、直径は205±55kmになる。主星から約5,000km離れており、8日ほどの周期で回っている。